# Observer (відеогра)
Observer (стилізовано як >observer_) — відеогра психологічний хоррор, розроблена Bloober Team і видається Aspyr. Вийшла для Microsoft Windows, PlayStation 4 та Xbox One у серпні 2017 року, а потім версії для Linux, macOS, Nintendo Switch, PlayStation 5 та Xbox Series X. Observer слідує за Даніелем Лазарським, детективом, відомим як Observer, який може зламувати розум людей для допиту.
Команда з близько тридцяти людей розробила гру використовуючи Unreal Engine 4. У ній зіграв Рутгер Гауер, який також був у Blade Runner, одному з основних проектів вплинувших на гру. Аркадіуш Рейковський склав саундтрек, наповнивши його хоровою і амбіентною музикою. Observer отримав загалом схвальні відгуки критиків. Вони високо оцінили дизайн світову, візуальні ефекти та послідовності злому, але критикували стелс-зони та їх фокус більше на стилі ніж суттю. Розширена версія Observer: System Redux була анонсована під час GDC 2020 для випуску наприкінці 2020 року для Windows, PlayStation 5 та Xbox Series X.